# هاري وو
هاري وو (بالإنجليزية: Harry Wu)‏ (و. 1937 – 2016 م) هو جيولوجي، وكاتب السيرة الذاتية، وناشط حقوق الإنسان من الولايات المتحدة الأمريكية . ولد في شانغهاي .
توفي في هندوراس .

## جوائز وترشيحات
حصل على جوائز منها:
- Martin Ennals Award for Human Rights Defenders (سنة 1994)
- Geuzenpenning.